# Лисков Артем Олександрович
Артем Олександрович Лисков (нар. 29 червня 1987, Вологда, РРФСР, СРСР) — російський актор театру, кіно і озвучування, театральний педагог.

## Біографія
Народився 29 червня 1987 року у Вологді.
Після закінчення вологодської середньої школи № 11 у 2004 році вступив до Театрального інституту імені Бориса Щукіна.
У 2008 році закінчив Театральний інститут імені Бориса Щукіна (курс Михайла Петровича Семакова). Ще студентом почав грати у Театрі ім. Євгенія Вахтангова.
У 2010 році їде до США вчитися мюзиклу на Бродвей. У 2012 році закінчив LeeStrasberg Theatre and Film Institute у Нью-Йорку за напрямком Музичний театр (Musical).
У Сполучених штатах Америки грав головну роль у мюзиклі "Трьохгрошова опера" («The ThreePennyOpera», Marilyn Monroe Theatre, New York), брав участь у танцювальному шоу «Broadway Dance Center Showcase» (Symphony Space Theatre, New York). Випускник школи Бродвей для артистів музичного театру.
Активно знімається у кіно. Виконував головні ролі в телесеріалах «Ранетки», «Циганочка з виходом», «Мар'їн гай», «Морська душа». Також грав у проектах «Зради», «Як я став росіянином», «Закон і Порядок», «Солдати», «Мент у законі», «Ад'ютанти кохання» та ін. Знімався в картині Карена Шахназарова «Імперія, що зникла».
Грав у Музичному театрі юного актора у спектаклі «Біда від ніжного серця» (Олександр). З робіт у театрі: «Фредерік або Бульвар злочинів» (ГАТ ім. Євг. Вахтангова), «Міщанин у дворянстві» (Клеонт), «Пани Головлєви» (Юдушка), «Двері хлопають» (Жорж) та ін.
З 2013 року викладає у Театральному Інституті імені Бориса Щукіна на курсі артистів музичного театру (мюзиклу), кафедра Майстерності актора. Любить готувати. Дублює іноземне кіно. З 2016 року веде блог на youtube під назвою #ПлатоновРасскажи, де розповідає про те, як знімався серіал «Ранетки».

## Фільмографія
- 2021 — «І просто так…» (HBO Max, реж.  Майкл Патрік Кінг) — Меттью[14][15]
- 2017 — «По той бік смерті» (реж. С. Чекалов) — сержант Валіулін
- 2017 — «Свєта з того світу» (СТС) — Дилда
- 2014 — «Старша сестра» (реж. М. Журавкін, ПЕРВИЙ КАНАЛ) — головна роль серії — Володя (у виробництві)
- 2014 — «Зради»[16] (реж. В. Перельман, ТНТ) — роль другого плану
- 2014 — «Пасічник-2» (реж. С. Бистрицький, НТВ) — головна роль — Єгоров — серія «Дезертир»
- 2014 — «ЧБ»[17] — ( реж.Є.Шелякін, художній фільм, прокат) — Лейтенант
- 2014 — «Сильніше за долю» (реж. А. Хван, РОСІЯ) — роль другого плану — Костік
- 2014 — «Ай Ті Рота» (реж. Дакович, ЗВЕЗДА) — роль другого плану — Тряпкін, 2014
- 2014 — «Три зірки» (реж. М. Юзовський, НТВ) — головна роль серії — Діма
- 2013 — «Репетиція життя» (художній фільм, прокат) — головна роль — Микола
- 2013 — «Зниклі безвісти» (реж. І. Волкова, РЕН) — Віктор
- 2013 — «Мар'їна Гай» (реж. А. Хван, РОСІЯ) — серія Аптекар — головна роль серії — Екіс
- 2012 — «Карпов» (реж. І. Щеголєв, НТВ) — Максим
- 2008-2009 — «Ранетки» (реж. С. Арланов, СТС) — головна роль  - Коля Платонов
- 2008 — «Мент у законі»[18] (реж. А. Попов, НТВ) - син сусідки
- 2008 — «Зникла імперія» (реж. К. Шахназаров, художній фільм, прокат) — однокурсник Сергія Норбекова
- 2007 — «Морська душа» (реж. М. Федоров, РЕН) — Петя Федькін, матрос-контрактник
- 2007 — «Закон і порядок: Злочинний умисел»[19] (реж. В. Ніколаєнко, НТВ) — Петров
- 2006-2007 — «Любов як любов» (реж. А.Назаров, ПЕРШИЙ КАНАЛ);— Сидорів Діма, солдат термінової служби
- 2006 — «Солдати 9» (реж. С.Арланов, РЕН) — рядовий-зв'язківець
- 2006 — «Ліфт»[20] (реж. М. Скулков, короткометражний художній фільм) — головна роль — Олексій
- 2006 — «Лікарська таємниця» (реж. П. Штейн, НТВ) — фельдшер «швидкої допомоги»
- 2006 — «Аеропорт-2»[21] (реж. А. Замятін, РОСІЯ ) — Діма
- 2005 — «Ад'ютанти кохання» (реж. М. Мокеєв, ПЕРШИЙ КАНАЛ) — ад'ютант Павла I